# Björn Þórðarson
Björn Þórðarson (6 febbraio 1879 – 25 ottobre 1963) è stato un politico islandese.
È stato primo ministro dell'Islanda dal dicembre 1942 all'ottobre 1944.
Era primo ministro quando il Paese è passato dalla monarchia alla repubblica.